# Mara des Bois
Mara des Bois ist eine remontierende Sorte der Gartenerdbeere (Fragaria × ananassa, Syn. Fragaria × magna). Die Früchte weisen einen intensiven Geschmack nach Walderdbeeren auf, weshalb sie im Einzelhandel und Restaurants als Delikatess- oder Gourmet-Erdbeere angeboten werden.

## Sorteneigenschaften

### Eigenschaften der Frucht
Die Früchte von Mara des Bois sind klein bis mittelgroß mit einem Fruchtgewicht zwischen 11 Gramm und 16 Gramm, wobei die später reifenden Früchte etwas kleiner als die Frühjahrsfrüchte sind. Sie haben eine eiförmige Form mit einem aufsitzenden Kelch. Die Früchte sind außen mittel- bis purpurrot gefärbt und glänzend; innen ist das Fruchtfleisch am Rand der Frucht orangerot, zur Fruchtmitte hin hellrot.
Mara des Bois hat ein nur mittelfestes, bei später Ernte ein weiches Fruchtfleisch. Im Zentrum haben die Früchte einen mittelgroßen Hohlraum. Obwohl Mara des Bois eine Sorte der Kulturerdbeere ist, weisen die Früchte einen sehr intensiven Geschmack nach Walderdbeeren (Fragaria vesca) auf und verströmen einen starken Erdbeerduft. Sie haben einen hohen Zucker- und einen mittleren Säuregehalt.

### Eigenschaften der Pflanze
Mara des Bois ist eine remontierende Sorte. Die ersten Früchte reifen je nach Standort ab Ende Mai bis Mitte Juni, danach trägt die Pflanze mit Unterbrechungen bis Ende Oktober Früchte. Für eine remontierende Erdbeersorte ist der Frühjahrsertrag relativ hoch, der Gesamtertrag ist insgesamt als mittel einzustufen.
Die Pflanzen sind schwach wachsend und weisen eine flache bis kugelförmige Wuchsform auf, wobei sie nur wenig zur Bildung von Ausläufern neigen. Sie sind widerstandsfähig gegen Blattkrankheiten und Mehltau und mittelgradig anfällig gegenüber Fruchtfäule und Rhizomfäule. Eine deutliche Anfälligkeit besteht gegenüber Grauschimmelfäule (Botrytis cinerea). Aufgrund der langen Reifeperiode bis in den Spätsommer und Herbst ist sie auch anfällig für Thripse.

## Vermarktung
Mara des Bois ist eine Züchtung des französischen Züchters Andre Marionnet aus Soings-en-Sologne. Er züchtete diese Erdbeersorte aus einer Kreuzung der Sorten (Gento x Ostara) x (Redgauntlet x Korona). Der Name Mara des Bois wurde aufgrund des intensiven Geschmacks nach Walderdbeeren gewählt und leitet sich von Fraisier des bois, dem französischen Wort für Walderdbeere, ab.
Mara des Bois wird seit 1991 durch den Vermehrerbetrieb Marionnet SARL vermarktet. Für die Sorte besteht Sortenschutz nach dem Sortenschutzgesetz, sie verfügt aber nicht über eine Zulassung. Die Früchte haben aufgrund des nur mittelfesten Fruchtfleisches nur eine Haltbarkeit von 3 Tagen bei Kühllagerung, was die kommerzielle Vermarktung der Früchte als Frischware erschwert. Deshalb wurde die Sorte seit Mitte der 1990er Jahre in Europa zunächst vor allem für den Selbstversorgeranbau in Hausgärten angeboten. Aufgrund ihres intensiven Walderdbeeraromas wird die Sorte aber trotzdem zunehmend als rohe Frucht oder verarbeitetes Produkt unter dem Prädikat Delikatess- oder Gourmet-Erdbeere im Einzelhandel oder Restaurants vermarktet, weshalb sie in den letzten Jahren auch für den Erwerbsanbau interessant wurde.
In den USA, wo die Sorte ab 1991 unter Patentschutz stand, wird sie bisher nur in sehr geringem Umfang angebaut.
Nach Angaben des Züchters beträgt die geschätzte jährliche Produktionsmenge an Mara des Bois-Erdbeeren 10.000 Tonnen.
Unter dem Namen Erdbeere Mara des Bois bietet ein Kosmetikhersteller eine Serie von Körperpflegeprodukten mit Walderdbeeraroma an.